# Denmark Open 1981
Die Denmark Open 1981 im Badminton fanden vom 12. bis 15. März 1981 in Kopenhagen statt. Das Preisgeld betrug umgerechnet 20.000 D-Mark.

## Finalergebnisse
| Disziplin    | Sieger                         | Finalist                         | Ergebnis           |
| ------------ | ------------------------------ | -------------------------------- | ------------------ |
| Herreneinzel | Morten Frost                   | Prakash Padukone                 | 15-7, 15-5         |
| Dameneinzel  | Lene Køppen                    | Saori Kondo                      | 11-1, 11-2         |
| Herrendoppel | Ade Chandra Christian Hadinata | Thomas Kihlström Stefan Karlsson | 15-5, 15-18, 15-10 |
| Damendoppel  | Nora Perry Jane Webster        | Atsuko Tokuda Yoshiko Yonekura   | 15-12, 18-15       |
| Mixed        | Mike Tredgett Nora Perry       | Christian Hadinata Imelda Wiguna | 15-2, 15-2         |